# 仙台市立大和小学校
仙台市立大和小学校（せんだいしりつ やまとしょうがっこう）は、宮城県仙台市若林区大和町3丁目にある公立小学校である。

## 地理
東を仙台バイパス、西を宮城野萩通り、南を宮城県道235号荒井荒町線、北を宮城県道137号荒浜原町線に囲まれたエリアが学区となっている。

## 沿革
出典
- 1973年（昭和48年）
  - 3月31日 - 宮城野小学校分校として、本校舎及び仮校舎設置。
  - 4月1日 - 宮城野小学校より分離開校[1]
  - 6月1日 - 校章・校旗制定。
- 1974年（昭和49年）3月15日 - 校歌・児童会歌制定し、発表。
- 1983年（昭和58年）
  - 3月31日 - 西校舎増築工事終了。
  - 4月15日 - 学校給食単独調理開始。
  - 6月9日 - 創立10周年記念式典挙行。
  - 11月12日 - 大和の鐘建立除幕式挙行。
- 1984年（昭和59年）11月11日 - 屋外照明施設完成。
- 1988年（昭和63年）6月5日 - 創立15周年記念式典挙行。
- 1993年（平成5年）2月20日 - 創立20周年記念式典挙行。
- 1995年（平成7年）4月1日 - 特殊学級新設。
- 2000年（平成12年）2月21日 - 校庭暗渠工事終了。
- 2003年（平成15年）11月7日 - 創立30周年記念式典挙行。
- 2009年（平成21年）5月8日 - 「大和小おやじの会」発足。
- 2011年（平成23年）
  - 3月11日 - 14時46分頃に東日本大震災発生。体育館が損傷する被害が生じ、使用不能となる。校舎内に避難所を開設。
  - 4月14日 - 学校再開し、始業式と平成23年度入学式を挙行。
- 2012年（平成24年）10月12日 - 西校舎大規模改修工事終了。
- 2013年（平成25年）11月2日 - 創立40周年記念音楽発表会開催。記念式典挙行し、祝賀会も開催。
- 2014年（平成26年）12月17日 - 防災対応型太陽光発電システム設置。
- 2017年（平成29年）9月25日 - 第1回大和小学校建設委員会（校舎改築）開催。
- 2018年（平成30年）5月16日 - プール解体工事。
- 2019年（平成31年・令和元年）
  - 3月26日 - この日から翌日にかけて、仮設校舎へ引っ越し。
  - 10月24日 - 校舎増改築工事開始[3]。
  - 11月11日 - 新校舎基礎工事開始。
- 2020年（令和2年）
  - 3月2日 - この日から3月24日まで、新型コロナウイルス感染拡大防止のため、臨時休校の措置を採る。
  - 3月19日 - 令和元年度第47回卒業式を若林区文化センターで挙行したが、新型コロナウイルス感染拡大防止対策で、児童と教職員のみの出席となった。
  - 4月8日 - この日から5月31日まで、新型コロナウイルス感染拡大防止のため、臨時休校の措置を採る。
  - 6月1日 - 学校再開し、新型コロナウイルス感染拡大防止による臨時休校の措置のため、延期された始業式と令和2年度入学式挙行。
- 2021年（令和3年）
  - 4月9日 - 校舎増改築工事終了[3]。
  - 4月23日 - 新校舎改築工事が終了し、仙台市へ引き渡し。
  - 6月21日 - 新校舎での授業開始。
  - 7月6日 - 屋内新プールでの水泳学習授業開始。
- 2022年（令和4年）
  - 5月17日 - 校庭完成セレモニー開催。
  - 10月28日 - 大運動会が、5年ぶりに開催。
  - 11月1日 - 学校運営協議会設置。
  - 11月16日 - 第1回学校運営協議会開催。
- 2023年（令和5年）
  - 5月27日 - 開校50周年記念学区民大運動会開催（バルーンリリース）。
  - 9月19日 - 開校50周年記念航空撮影実施。
  - 11月11日 - 開校50周年記念式典挙行。
- 2024年（令和6年）3月12日 - 開校50周年記念誌発行。

## 学区
出典
- 志波町（全域）
- 中倉1丁目（27番、28番）
- 中倉2丁目（全域）
- 中倉3丁目（全域）
- 大和町2丁目（全域）
- 大和町3丁目（全域）
- 大和町4丁目（全域）
- 大和町5丁目（全域）

## 進学先中学校
出典
- 仙台市立蒲町中学校

## 周辺
- 尼坪公園 - 敷地が隣接。
  - 尼坪公園以外の公園も点在する。
- やまと幼稚園 - 仙台市道をはさんで、敷地が隣接。かつ、進学前幼稚園のひとつ。
- 仙台市大和児童館
- ヤマト運輸仙台大和町営業所
- なお、学校周辺には、宮城野ハイツなどのマンション・アパートや、あわの歯科などの医療機関も点在する。

## アクセス
- 仙台市営バス「40・M40・R40・X40」系統・「70・R70」系統で、「中倉二丁目」停留所より、
  - 薬師堂駅・霞の目営業所方面行のりばから、徒歩約785m・約12分。
  - 荒井駅・震災遺構仙台市立荒浜小学校前方面行のりばから、徒歩約765m・約12分。
- 仙台市地下鉄東西線卸町駅（南1出口）から、徒歩約825m・約13分（最短ルート移動した場合）。